# Zschaitz-Ottewig
Zschaitz-Ottewig é um município da Alemanha, situado no distrito de  Mittelsachsen, no estado da Saxônia. Tem 18,22 km² de área, e sua população em 2019 foi estimada em 1.298 habitantes.